# 부산광역시의 대학 목록
대한민국 부산광역시에 위치한 대학교의 목록이다.

## 대학
| 이름               | 설립 유형 | 위치             | 규모                      | 비고         |
| ------------------ | --------- | ---------------- | ------------------------- | ------------ |
| 국립부경대학교     | 국립      | 남구             | 2캠퍼스, 6대학, 5대학원   |              |
| 부산교육대학교     | 국립      | 연제구           | 1캠퍼스, 1대학, 1대학원   | 교육대학     |
| 부산대학교         | 국립      | 금정구, 남구     | 4캠퍼스, 15대학, 14대학원 |              |
| 한국방송통신대학교 | 국립      | 북구             | 14캠퍼스, 4대학, 2대학원  | 방송통신대학 |
| 국립한국해양대학교 | 국립      | 영도구           | 1캠퍼스, 5대학, 5대학원   |              |
| 경성대학교         | 사립      | 남구             | 1캠퍼스, 8대학, 3대학원   |              |
| 고신대학교         | 사립      | 영도구, 서구     | 3캠퍼스, 5대학, 7대학원   |              |
| 동명대학교         | 사립      | 남구             | 1캠퍼스, 7대학, 2대학원   |              |
| 동서대학교         | 사립      | 사상구, 해운대구 | 1캠퍼스, 5대학, 3대학원   |              |
| 동아대학교         | 사립      | 사하구, 서구     | 3캠퍼스, 12대학, 7대학원  |              |
| 동의대학교         | 사립      | 부산진구         | 2캠퍼스, 9대학, 7대학원   |              |
| 부산가톨릭대학교   | 사립      | 금정구           | 2캠퍼스, 5대학, 1대학원   |              |
| 부산외국어대학교   | 사립      | 금정구           | 1캠퍼스, 5대학, 5대학원   |              |
| 신라대학교         | 사립      | 사상구           | 1캠퍼스, 9대학, 6대학원   |              |
| 영산대학교         | 사립      | 해운대구         | 2캠퍼스, 7대학, 6대학원   |              |
| 인제대학교         | 사립      | 부산진구         | 2캠퍼스, 8대학, 6대학원   |              |

## 전문대학
| 이름               | 설립 유형 | 위치         | 비고     |
| ------------------ | --------- | ------------ | -------- |
| 경남정보대학교     | 사립      | 사상구       |          |
| 대동대학교         | 사립      | 금정구       |          |
| 동의과학대학교     | 사립      | 부산진구     |          |
| 부산경상대학교     | 사립      | 연제구       |          |
| 부산과학기술대학교 | 사립      | 북구         |          |
| 부산보건대학교     | 사립      | 사하구       |          |
| 부산여자대학교     | 사립      | 부산진구     |          |
| 부산예술대학교     | 사립      | 남구         |          |
| 한국폴리텍VII대학  | 사립      | 기장군, 북구 | 기능대학 |

## 사이버대학
| 이름             | 설립 유형 | 위치     | 비고      |
| ---------------- | --------- | -------- | --------- |
| 부산디지털대학교 | 사립      | 사상구   | 학사 학위 |
| 원광디지털대학교 | 사립      | 부산진구 | 학사 학위 |
| 화신사이버대학교 | 사립      | 연제구   | 학사 학위 |

## 대학원대학
| 이름                                | 설립 유형 | 위치   | 비고       |
| ----------------------------------- | --------- | ------ | ---------- |
| 프리드히 알렉산더 대학교 부산캠퍼스 | 독일 공립 | 강서구 | 특수대학원 |

## 같이 보기
- 대한민국의 대학 목록
- 울산광역시의 대학 목록
- 경상남도의 대학 목록